# 休伊·詹寧斯
休·安布羅斯·詹寧斯（英語：Hugh Ambrose Jennings，1869年4月2日—1928年2月1日），為前美國職棒大聯盟的游擊手、一壘手與總教練，生涯曾效力於上校、金鶯(已解散)、超霸(今道奇)、費城人與老虎等隊。他在金鶯在國聯拿下三連霸的奪冠功臣之一。
1896年，詹寧斯單季獲得51次觸身球，至今仍是大聯盟單季觸身球紀錄。而他生涯累積287次觸身球也是大聯盟紀錄。1925年，他因為神經衰弱必須離開他最愛的棒球，後來他於1928年去世，1945年入選名人堂。

## 職業生涯
1890年，詹寧斯在半職業比賽中擔任游擊手獲得大聯盟球隊注意。1891年，他加盟路易斯維爾上校。1893年6月7日，他被交易到巴爾的摩金鶯。
加盟金鶯後，詹寧斯成為了球隊的新球星。金鶯在1894年至1896年間連續奪得聯盟冠軍。其中1895年，詹寧斯繳出3成86的打擊率，並敲出204支安打與125分打點。隔年他繳出4成01的打擊率，並敲出209支安打與121分打點，還有70次盜壘成功。
另外，詹寧斯的被觸身球次數也相當多，他曾在一場比賽當中被觸身球擊中三次。1896年，他單季獲得51次觸身球，至今仍是大聯盟紀錄。1894年至1898年間，詹寧斯共獲得202次觸身球。他曾在某場比賽被觸身球打中頭部，當下他仍持續完成比賽，最後在比賽結束後昏迷了三天。
此外，他的防守能力也很不錯。1895年，他的範圍係數(Range factor)為6.73，遠遠高出聯盟平均的5.54。1898年，詹寧斯的手臂過於操勞，迫使他放棄游擊守位，改轉戰一壘。
1899年，總教練Ned Hanlon帶著包含詹寧斯在內等多位明星球員轉戰超霸(今道奇隊)。他們也幫助超霸在1899年和1900年獲得國聯冠軍。
1901年，詹寧斯被交易到費城人。他也從此時開始大幅減少出賽數，他的打擊率也掉到2成72以下。1903年，他在超霸僅出賽6場比賽，幾乎宣告職業生涯結束。

## 法律生涯
詹寧斯在1890年代時，曾一邊打球一邊到聖文德大學進修法學。1899年，他被康乃爾大學錄取。儘管後來他沒有成功獲得法律學位，但他仍在1905年通過馬里蘭州的律師考試。他也自此在休賽季期間擔任律師，進行法律相關工作。

## 重返大聯盟
1907年，詹寧斯被聘任為老虎隊總教練。當時球隊擁有泰·柯布和山姆·克勞佛兩大未來的名人堂球星，老虎也在1907年到1909年間連續獲得美聯冠軍，但是老虎卻連三年在世界大賽吞敗。此後詹寧斯一路執教到1920年，但老虎再也沒拿下任何一座美聯冠軍。
1921年，詹寧斯跟隨前隊友約翰·麥格勞的腳步加入巨人。巨人在1921年和1922年獲得世界大賽二連霸，後來麥格勞病重，詹寧斯便在1924年接替總教練一職，並待到1925年球季結束。

### 執教成績
| 球隊 | 年度   | 例行賽 | 例行賽 | 例行賽 | 例行賽 | 例行賽  | 季後賽 | 季後賽 | 季後賽 | 季後賽              |
| 球隊 | 年度   | 場次   | 勝     | 敗     | 勝率   | 排名    | 勝     | 敗     | 勝率   | 結果                |
| ---- | ------ | ------ | ------ | ------ | ------ | ------- | ------ | ------ | ------ | ------------------- |
| 老虎 | 1907年 | 150    | 92     | 58     | .613   | 國聯第1 | 0      | 4      | .000   | 輸掉世界大賽 (小熊) |
| 老虎 | 1908年 | 153    | 90     | 63     | .588   | 國聯第1 | 1      | 4      | .200   | 輸掉世界大賽 (小熊) |
| 老虎 | 1909年 | 152    | 98     | 54     | .645   | 國聯第1 | 3      | 4      | .429   | 輸掉世界大賽 (海盜) |
| 老虎 | 1910年 | 154    | 86     | 68     | .558   | 國聯第3 | –      | –      | –      | –                   |
| 老虎 | 1911年 | 154    | 89     | 65     | .578   | 國聯第2 | –      | –      | –      | –                   |
| 老虎 | 1912年 | 153    | 69     | 84     | .451   | 國聯第6 | –      | –      | –      | –                   |
| 老虎 | 1913年 | 153    | 66     | 87     | .431   | 美聯第6 | –      | –      | –      | –                   |
| 老虎 | 1914年 | 153    | 80     | 73     | .523   | 美聯第4 | –      | –      | –      | –                   |
| 老虎 | 1915年 | 154    | 100    | 54     | .649   | 美聯第2 | –      | –      | –      | –                   |
| 老虎 | 1916年 | 154    | 87     | 67     | .565   | 美聯第3 | –      | –      | –      | –                   |
| 老虎 | 1917年 | 153    | 78     | 75     | .510   | 美聯第4 | –      | –      | –      | –                   |
| 老虎 | 1918年 | 126    | 55     | 71     | .437   | 美聯第7 | –      | –      | –      | –                   |
| 老虎 | 1919年 | 140    | 80     | 60     | .571   | 美聯第4 | –      | –      | –      | –                   |
| 老虎 | 1920年 | 154    | 61     | 93     | .396   | 美聯第7 | –      | –      | –      | –                   |
| 合計 | 合計   | 2103   | 1131   | 972    | .477   |         | 4      | 12     | .250   |                     |
| 巨人 | 1924年 | 44     | 32     | 12     | .727   | 暫代    | –      | –      | –      | –                   |
|      |        |        |        |        |        |         |        |        |        |                     |
| 巨人 | 1925年 | 32     | 21     | 11     | .656   | 暫代    | –      | –      | –      | –                   |
| 合計 | 合計   | 76     | 53     | 23     | .697   |         | 0      | 0      | –      |                     |
| 總計 | 總計   | 2179   | 1184   | 995    | .593   |         | 4      | 12     | .250   |                     |

## 生涯打擊成績
| 出賽次數 | 打席 | 打數 | 得分 | 安打 | 二安 | 三安 | 全壘打 | 打點 | 盜壘 | 保送 | 三振 | 打擊率 | 上壘率 | 長打率 | OPS  |
| -------- | ---- | ---- | ---- | ---- | ---- | ---- | ------ | ---- | ---- | ---- | ---- | ------ | ------ | ------ | ---- |
| 1284     | 5648 | 4895 | 992  | 1526 | 232  | 88   | 18     | 840  | 359  | 347  | 234  | .312   | .391   | .406   | .797 |

## 晚年
詹寧斯的一生可說是充滿不幸，他曾在費城遭到毆打，昏迷了三天。大學時期，他跳進游泳池時發現水已經被清空，導致他頭骨骨折。1911年12月，他在季後賽發生車禍險些送命。
1925年，詹寧斯接替生病的約翰·麥格勞擔任總教練。不過他在1926年也因病休養。1928年2月1日，詹寧斯在賓州家中去世，享年58歲。死因為脊髓腦膜炎和肺結核。
1945年，詹寧斯入選名人堂。

## 外部連結
- 球員資訊和成績在MLB，ESPN，Retrosheet ，Baseball Reference ，Baseball Reference (Minors) ，Fangraphs ，The Baseball Cube （英文）
- 休伊·詹寧斯在台灣棒球維基館上的頁面（繁體中文）